# Пакантоу
Пакантоу — острівець атолу Нуї в штаті Тувалу в Тихому океані.

## Зовнішні посилання
- Карта Нуї із зображенням Пакантоу